# Stade Alfred-Marie-Jeanne
Le stade Alfred-Marie-Jeanne anciennement stade municipal En-Camée, est le stade de la ville de Rivière-Pilote en Martinique.
Consacré au football et à l'athlétisme, il a une capacité de 3 000 places. C'est le 4e plus grand stade de la Martinique après le stade Pierre-Aliker, le stade Georges-Gratiant et le stade Louis-Achille.
Il est le stade du Racing Club de Rivière-Pilote.

## Dates marquantes
- Le 15 décembre 1991, pour l'inauguration du stade En-Camée, a été organisé le premier meeting international d’athlétisme de la ville de Rivière-Pilote.

- Du 27 novembre au 1er décembre 2010, il a accueilli la phase finale de la coupe caribéenne des nations 2010.

- Le 6 août 2011, le stade municipal En-Camée est officiellement baptisé stade Alfred-Marie-Jeanne, du nom  du député, ancien maire de Rivière-Pilote et ancien président du conseil régional de la Martinique.